# 與愛同居
《與愛同居》，網路上另譯為《真愛墨菲定律》，改編自Orawan Vichayawannakul（May，筆名為MAME或MAME12938）的同名小說，講述大一新鮮人室友Type與Tharn在一年內從冤家變情侶的故事，直到三年後的大四；與不期而愛的時間線有重疊（發生時間為不期而愛的三年前，主角Type為足球校隊隊員之一），但有些重疊角色的演員跟不期而愛的演員不同（包含Type）；已於泰國時間2019年10月7日到2020年1月6日在One 31台播出完畢，海外部分已授權台灣LINE TV與日本樂天電視播出。

## 劇情簡介
來自泰國南部帕岸島，熱愛運動（尤其是足球）的運動科學系大一新鮮人Type，與同為大一新鮮人的音樂系多才藝帥哥Tharn住在學校宿舍同一間房裡，本來相安無事，但直到有一天好友Techno跑來跟他說他的室友Tharn是他因故痛恨的同性戀後，便千方百計的想要把Tharn趕走，但Tharn認為他的性向沒錯，也加以反擊（但因為Type是他喜歡的類型而漸漸對Type心動，也默默的關心他）；直到某事件發生後才讓Type願意敞開心房訴說為何痛恨同性戀，讓Tharn更加想要呵護Type，進而慢慢地讓Type愛上他。

## 演員名單
註：以下列表整理自：。括號內的演員姓名為小名。

### 主要人物
- 蘇帕西·宗澈瓦（Mew）飾演 Tharn（正式姓名為Thara Kirigun）

Kirigun家小孩中的二哥，音樂系大一新生，對音樂非常熱忱，尤其喜歡打鼓，因此有時候會去酒吧打鼓賺錢，而後跟好友Lhong組樂團；不吃辣與生的食物，美泰混血兒，父母觀念較開放，所以Tharn已於高三時出櫃坦承是同性戀，但剛好跟Type同房。
- 卡納吾·翟彼帕塔納朋（Gulf）飾演 Type（正式姓名為Thiwat Phawattakun）

運動科學系大一新生，來自南部熱愛運動，跟好友Techno一起加入大學足球校隊，喜歡吃辣；因小時候的事件而厭惡同性戀，但剛好跟Tharn同房。
- 在不期而愛中是由皮拉帕·瓦塔納汕西瑞（Earth）飾演。

### 其他人物
- 金纳·披吉·奥帕坤（TeeMild 或 Mild；原名為Suttinut Uengtrakul）飾演 Techno

朋友暱稱為No，是Type高中時期的好朋友，也一起上同大學同科系，並一起加入同足球校隊，夢想是大四當上足球校隊隊長；常雞婆（自稱關心）Type（與Tharn）的事情，但個性比較大嘴巴，有幾次差點讓事情變得更複雜。
- 在不期而愛中是由陳智霆（Gun）飾演。

- 纳帕特·辛纳库安（Boat）飾演 Champ

足球隊隊員之一，後來跟Type與Techno變好友，對食物有異常熱情。
- 在不期而愛中是由Channanda Chieovisaman（EW）飾演。

- 王敏成（Kaownah）飾演Lhong

Tharn高中時期主動認識的好友，因家庭因素而跟Tharn走很近，也一起上同大學同科系，也因熱愛唱歌而跟Tharn組樂團，外表屬於可愛型；表面上無論如何都站在Tharn這邊力挺他，甚至可以為他作任何事，但實際上背後的目的是……？
- Natthad Kunakornkiat（Hiter）飾演 Tum

Tar的哥哥，有點喜歡弟弟Tar，之前跟Lhong與Tharn組樂隊，但因Tharn與Tar分手的誤會而與Tharn撕破臉退出，並因此怨恨Tharn。
- 在不期而愛中是由周浩德（Title）飾演。

- Parinya Angsanan（Kokliang）飾演 Tar

Tum的弟弟，就讀法語班的高二生，之前看到哥哥Tum樂團中的Tharn打鼓而迷上他，並告白成功；但一段時間後因誤會而跟Tharn分手，但真相是……？
- 在不期而愛中是由南思睿（Earth）飾演。

- 塔納育特·達功塔亞（Tong）飾演 Thorn

Kirigun家小孩中的大哥，對二弟Tharn跟三妹Thanya照顧有加，尤其是三妹Thanya，時常稱呼她為「公主」。
- Tiprada Maier（Maria）飾演 Thanya

Kirigun家小孩中最小的妹妹。
- 塔纳文·杜昂纳特（Mawin）飾演 Khlui

Tharn與Type的大學學長，住宿舍隔壁房間，時常雞婆（自稱為關心）隔壁兩位學弟的動態，與Seo同房。
- 盧賜德（Run）飾演 Seo

又名為Seoduang，Khlui的室友，哈韓到幾乎每天練習，希望有天能到韓國出道，因此會講韓語；且暗戀室友Khlui。
- Wasin Panunaporn（Kenji）飾演 Technic

Techno的弟弟，跟喜歡哥哥Techno的Kengkla是同學，時常出賣哥哥的各種生活照給他。
- 在不期而愛中是由Kris Songsamphant飾演。

- Pongkorn Wongkrittiyarat（Kaprao）飾演 Khom

Type在家鄉帕岸島的好朋友，但在某次爭執中被Type無意間的言語刺傷心理，因而刻意疏離他。
- 帕塔拉布特·金努库尔（AA）飾演 San

Thorn的同學，Tharn尊敬的學長前輩，帶領他在國中時進入音樂領域，並教他如何說服父母讓他就讀音樂相關課程；但是其實跟Tharn還有一段「關係」。
- Penkawin Wangniwetkul（Ice）飾演 Mai

Champ的女性朋友，暗戀Champ。
- Siwapohn Langkapin（Eye）飾演 Puifai

Mai的女性朋友，在一次偶遇中喜歡上Type，並想辦法跟Type約會。
- 坦纳永·王特拉库（英语：Thanayong Wongtrakul）（Kradum）飾演 Type的父親

在帕岸島開旅館，因Tharn的混血兒外表而跟Type的母親稱呼他為法朗；因為希望兒子Type是娶媳婦而非嫁兒婿，所以知道兩人關係後便想盡辦法要Tharn知難而退，例如煮偏辣的南部口味食物。

### 特別演出
請參照不期而愛的演員介紹
- 黃明明（Saint）飾演 Pete
- 洪天逸（Mean）飾演 Tin
- 陳瑞書（Mark）飾演 Kengkla

## 剧集原声带
| 原文歌名 | 英文歌名                     | 歌手                 | 備註 |
| -------- | ---------------------------- | -------------------- | ---- |
| ไม่ยอม    | Be Mine （主要片頭曲）       | Pop Jirapat          | 單曲 |
| ไม่ยอม    | Be Mine （劇中演唱版）       | 王敏成（Kaownah）    | 單曲 |
| ขอแค่เธอ  | Hold Me Tight （主要片尾曲） | Off Chainon          | 單曲 |
| ขอแค่เธอ  | Hold Me Tight （劇中演奏版） | 蘇帕西·宗澈瓦（Mew） | 單曲 |

## 軼聞
- 蘇帕西·宗澈瓦（Mew，後以此代稱）試鏡晉級當天Mew的老粉絲們看到名單就到現場等他，快到中午時發現他還沒出現，趕快連絡他與經紀人才發現他忘記這回事，原本Mew還在猶豫是否要來參加試鏡，老粉絲們趕快跟劇組溝通讓Mew還是可以來試鏡，所以他來的時候就中午了，劇組就讓他改下午試鏡，而卡納吾·翟彼帕塔納朋（Gulf，後以此代稱）也是當天下午來試鏡；接著隔天是演員對戲部分，原本Mew因為年紀關係選的是San哥，但劇組與作者建議他改演Tharn，而Gulf一開始因為個性與喜歡運動關係就是選Type，經過多人對戲後劇組與作者一一詢問，其中雙方都說跟對方對戲最有感覺，因此最後劇組與作者才選MewGulf來演TharnType。[4][5][6]
- 飾演Tharn哥哥Thorn的Thanayut Thakoonauttaya（Tong，後以此代稱）並非主動應徵試鏡該角色的，而是劇組在試鏡完後發現Thorn還是沒有適合人選，在煩惱之際Tong剛好路過試鏡地點要去健身房時，被劇組人員看到而上前詢問意願，之後經過試鏡後才拍版定案由他演Thorn的。[7]
- 劇中設定Type家鄉是帕岸島，不過實際拍攝地點是在沙美島。[8]
- 出版小說的Tunwalai公司在戲劇上映前請MewGulf拍前導短片[9]，並請Mew演唱前導短片的主題曲[10]。

## 外部連結
- YouTube上的與愛同居頻道
- 與愛同居的Facebook專頁
- 與愛同居的X（前Twitter）
- 與愛同居的Instagram帳戶
- MyDramaList上的剧集介绍与剧评 （页面存档备份，存于）